# Larnax bongaraensis
Larnax bongaraensis är en potatisväxtart som beskrevs av S.Leiva. Larnax bongaraensis ingår i släktet Larnax och familjen potatisväxter. Inga underarter finns listade i Catalogue of Life.